# Поджог школы пилотов на полуострове Ллин
Поджог школы пилотов на полуострове Ллин — поджог школы пилотов бомбардировщиков на полуострове Ллин в Уэльсе в 1936 г., ставший культовым событием и считающийся началом всего валлийского национализма.

## Причины и действия
Причины поджога варьировались от национализма до пацифизма и вряд ли четко осознавались даже самими поджигателями. Школа была английской, а все трое основателей валлийского национализма считали Англию оккупантом Уэльса. К тому же в воздухе уже отчетливо пахло Второй Мировой. 
После поджога все трое деятелей были арестованы и провели в тюрьме по 9 месяцев.

## Связь с нацистами
Минимум один из поджигателей был связан с поддержкой Гитлера, поэтому есть версия, что диверсия была подготовлена не совсем в интересах Уэльса.

## В искусстве
Про огонь на Ллине написаны песни, книги, сняты фильмы[какие?]. Это событие стало центральным в довоенной истории движения за самоопределение Уэльса.